# Indy Fuel
Indy Fuel je profesionální americký klub ledního hokeje, který sídlí v Indianapolisu ve státě Indiana. Do ECHL vstoupil v ročníku 2014/15 a hraje v Centrální divizi v rámci Západní konference. Své domácí zápasy odehrává v hale Indiana Farmers Coliseum s kapacitou 6 800 diváků. Klubové barvy jsou červená, zlatá, černá a bílá. Klub působí jako druhý záložní tým klubu NHL Chicago Blackhawks.
V listopadu 2013, dozorčí rada ECHL souhlasila se vstupem do soutěže Indianapolis. Později bylo oznámeno, že tým nedávno zrekonstruoval arénu Indiana Farmers Coliseum a bude hrát pod názvem Indy Fuel. Pojmenování Fuel (česky palivo), znamená zvýraznění tradicí sportu v motorismu. První sezonu odehrál v severní divizi, skončil na 6. místě se 73. body. K postupu na playoff to nestačilo a sezona pro ně skončila. Od sezony 2015/16 nastupují ve středozápadní divizi.

## Umístění v jednotlivých sezonách
Stručný přehled
Zdroj:
- 2014–2015: East Coast Hockey League (Severní divize)
- 2015–2016: East Coast Hockey League (Středozápadní divize)
- 2016– : East Coast Hockey League (Centrální divize)

Jednotlivé ročníky
Zdroj:
Legenda: Z - zápasy, V - výhry, VP - výhry v prodloužení, R - remízy, P - porážky, PP - porážky v prodloužení, VG - vstřelené góly, OG - obdržené góly, +/- - rozdíl skóre, B - body, fialové podbarvení - reorganizace, změna skupiny či soutěže
| USA / Kanada (2014 – ) |                             |        |    |    |    |   |    |    |     |     |     |    |        |            |
| Sezóny                 | Liga                        | Úroveň | Z  | V  | VP | R | PP | P  | VG  | OG  | +/- | B  | Pozice | Play-off   |
| 2014/15                | ECHL (Severní divize)       | 3      | 72 | 31 | –  | – | 11 | 30 | 197 | 221 | -24 | 73 | 6.     | –          |
| 2015/16                | ECHL (Středozápadní divize) | 3      | 72 | 32 | –  | – | 4  | 36 | 174 | 201 | -27 | 68 | 4.     | –          |
| 2016/17                | ECHL (Centrální divize)     | 3      | 72 | 23 | –  | – | 7  | 42 | 196 | 290 | -94 | 53 | 6.     | –          |
| 2017/18                | ECHL (Centrální divize)     | 3      | 72 | 36 | –  | – | 6  | 30 | 242 | 248 | -6  | 78 | 4.     | Osmifinále |
| 2018/19                | ECHL (Centrální divize)     | 3      | 72 |    |    |   |    |    |     |     |     |    |        |            |